# 牛津鎮區 (明尼蘇達州伊善提縣)
牛津鎮區（英語：Oxford Township）是位於美國明尼蘇達州伊善提縣的一個行政鎮區。

## 地方資料
牛津鎮區的面積為61.40平方千米，當中陸地面積為58.33平方千米，而水域面積為3.06平方千米。根據2020年美國人口普查的數據，當地共有人口989人，而人口密度為每平方千米16.11人。